# Eustenancistrocerus
Eustenancistrocerus is een geslacht van vliesvleugelige insecten van de familie plooivleugelwespen (Vespidae).

## Soorten
- E. amadanensis (Saussure, 1855)
- E. blanchardianus (Saussure, 1855)
- E. israelensis Giordani Soika, 1952